# Emma Tromm
Emma Tromm (* 1. März 1896 in Köln; † 7. Januar 1991 in Ost-Berlin) war eine deutsche Kommunistin und Schriftstellerin.

## Leben
Emma Tromm war Fabrikarbeiterin. Sie lebte in Köln und war dort 1918 Mitarbeiterin des Arbeiter- und Soldatenrates, Mitbegründerin der Zeitung Sozialistische Republik und Mitarbeiterin des Neuen Deutschen Verlages. Seit 1920 war sie Mitglied der KPD und Funktionärin im Bezirk Mittelrhein. Ab 1924 war sie in Bremen Parteikassiererin des Bezirks Nordwest. Später zog sie nach Berlin. Sie schrieb zusammen mit ihrem Lebensgefährten Paul Dornberger den Erinnerungsbericht Frauen führen Krieg, der in Fortsetzungen in der Roten Fahne und später als Roman erschien. 1932 war sie 2. Sekretärin des Bundes proletarisch-revolutionärer Schriftsteller. Mitte März 1933 emigrierte sie mit ihrer Schwester Katharina Dengel, der Frau von Philipp Dengel, in die Sowjetunion. Dort studierte sie an der Kommunistischen Universität des Westens. Ende 1936 wurde sie auf der Parteiversammlung der Deutschen Sektion des Schriftstellerverbandes wegen „mangelnder Wachsamkeit“ kritisiert und aus allen Ämtern entlassen. Sie übersiedelte zu Willy Harzheim nach Sibirien und arbeitete dort bis 1946 als Lehrerin. Beide organisierten gemeinsam eine Agitprop-Theatergruppe. 
1947 kehrte sie nach Deutschland zurück und wurde Mitglied der SED. Von 1950 bis 1953 war sie Mitarbeiterin an der DDR-Botschaft in Bukarest. 1964 verbot die SED-Führung die Veröffentlichung ihrer Lebenserinnerungen, da Emma Schaaf-Tromm auf die Schilderung der Verhaftungen in der Sowjetunion nicht verzichten wollte.

## Schriften
- mit Paul Dornberger: Frauen führen Krieg,  Verlag Neues Leben, Berlin, 1977, DNB 770193242